# Andrej Luňov
Andrej Jevgeněvič Luňov (Rusky: Андрей Евгеньевич Лунёв, IPA: [ɐnˈdrʲej jɪˈvgʲenʲjɪvʲɪtɕ lʊˈnʲɵf]; 13. listopadu 1991) je ruský profesionální fotbalový brankář, který hraje za klub FK Dynamo Moskva a ruskou fotbalovou reprezentaci.

## Klubová kariéra

### FK Ufa
Dne 29. července 2015 bylo potvrzeno, že Luňov podepsal roční smlouvu s klubem FK Ufa.  V ruské Premier League debutoval za Ufu 11. září 2016 v zápase proti FK Krasnodar.

### Zenit Petrohrad
Dne 23. prosince 2016 se Luňov přesunul do FK Zenit Petrohrad a podepsal s klubem smlouvu na 4,5 roku.

### Bayer Leverkusen
Dne 10. července 2021 podepsal dvouletou smlouvu s Bayerem Leverkusen.

### Karabach
Dne 19. srpna 2023 podepsal smlouvu s Karabachem. Dne 4. června 2024 klub oznámil, že Luňov opustil klub po vypršení jeho smlouvy.

## Reprezentační kariéra
V ruské fotbalové reprezentaci debutoval 10. října 2017 v přátelském utkání proti Íránu.
Dne 11. května 2018 byl zařazen do širší nominace ruského týmu pro Mistrovství světa ve fotbale 2018. Dne 3. června 2018 byl zařazen do konečné nominace týmu pro Mistrovství světa. Ve všech zápasech zůstal na lavičce jako první náhradník za Igora Akinfejeva.
Dne 11. května 2021 byl zařazen do předběžného rozšířeného 30členného kádru pro Mistrovství Evropy ve fotbale 2020, ovšem do finální nominace nebyl zařazen.

## Statistiky

### Klubové
Platí k zápasu hranému 24. května 2025.
| Klub              | Sezóna            | Liga                             | Liga   | Liga | Národní pohár | Národní pohár | Kontinentální | Kontinentální | Ostatní | Ostatní | Celkově | Celkově |
| Klub              | Sezóna            | Soutěž                           | Zápasy | Góly | Zápasy        | Góly          | Zápasy        | Góly          | Zápasy  | Góly    | Zápasy  | Góly    |
| ----------------- | ----------------- | -------------------------------- | ------ | ---- | ------------- | ------------- | ------------- | ------------- | ------- | ------- | ------- | ------- |
| Torpedo Moskva    | 2009              | Russian Amateur Football League  | 11     | 0    | —             | —             | —             | —             | —       | —       | 11      | 0       |
| Torpedo Moskva    | 2010              | Professionalnaja futbalnaja liga | 7      | 0    | 2             | 0             | —             | —             | —       | —       | 9       | 0       |
| Torpedo Moskva    | 2011/12           | Futbolnaja nacionalnaja liga     | 0      | 0    | 0             | 0             | —             | —             | —       | —       | 0       | 0       |
| Torpedo Moskva    | Celkově           | Celkově                          | 18     | 0    | 2             | 0             | —             | —             | —       | —       | 20      | 0       |
| Istra             | 2011/12           | Professionalnaja futbalnaja liga | 9      | 0    | 0             | 0             | —             | —             | —       | —       | 9       | 0       |
| Torpedo Moskva    | 2012/13           | Futbolnaja nacionalnaja liga     | 2      | 0    | 1             | 0             | —             | —             | —       | —       | 3       | 0       |
| Kaluga            | 2013/14           | Professionalnaja futbalnaja liga | 28     | 0    | 0             | 0             | —             | —             | —       | —       | 28      | 0       |
| Saturn Ramenskoje | 2014/15           | Professionalnaja futbalnaja liga | 4      | 0    | 0             | 0             | —             | —             | —       | —       | 4       | 0       |
| Ufa               | 2015/16           | Ruská Premier Liga               | 0      | 0    | 0             | 0             | —             | —             | —       | —       | 0       | 0       |
| Ufa               | 2016/17           | Ruská Premier Liga               | 10     | 0    | 1             | 0             | —             | —             | —       | —       | 11      | 0       |
| Ufa               | Celkově           | Celkově                          | 10     | 0    | 1             | 0             | —             | —             | —       | —       | 11      | 0       |
| Zenit Petrohrad   | 2016/17           | Ruská Premier Liga               | 10     | 0    | —             | —             | —             | —             | —       | —       | 10      | 0       |
| Zenit Petrohrad   | 2017/18           | Ruská Premier Liga               | 20     | 0    | 0             | 0             | 11            | 0             | —       | —       | 31      | 0       |
| Zenit Petrohrad   | 2018/19           | Ruská Premier Liga               | 29     | 0    | 1             | 0             | 12            | 0             | —       | —       | 42      | 0       |
| Zenit Petrohrad   | 2019/20           | Ruská Premier Liga               | 19     | 0    | 0             | 0             | 2             | 0             | 1       | 0       | 22      | 0       |
| Zenit Petrohrad   | 2020/21           | Ruská Premier Liga               | 12     | 0    | 1             | 0             | 0             | 0             | —       | —       | 13      | 0       |
| Zenit Petrohrad   | Celkově           | Celkově                          | 90     | 0    | 2             | 0             | 25            | 0             | 1       | 0       | 118     | 0       |
| Bayer Leverkusen  | 2021/22           | Bundesliga                       | 1      | 0    | 0             | 0             | 1             | 0             | —       | —       | 2       | 0       |
| Bayer Leverkusen  | 2022/23           | Bundesliga                       | 1      | 0    | 0             | 0             | 0             | 0             | —       | —       | 1       | 0       |
| Bayer Leverkusen  | Celkově           | Celkově                          | 2      | 0    | 0             | 0             | 1             | 0             | —       | —       | 3       | 0       |
| Karabach          | 2023/24           | Azərbaycan Premyer Liqası        | 19     | 0    | 5             | 0             | 10            | 0             | —       | —       | 34      | 0       |
| Dynamo Moskva     | 2024/25           | Ruská Premier Liga               | 26     | 0    | 4             | 0             | —             | —             | —       | —       | 30      | 0       |
| Celkově v kariéře | Celkově v kariéře | Celkově v kariéře                | 209    | 0    | 15            | 0             | 37            | 0             | 1       | 0       | 260     | 0       |

### Reprezentační
Platí k zápasu hranému 10. června 2025.
| Národní tým | Rok     | Zápasy | Góly |
| ----------- | ------- | ------ | ---- |
| Rusko       | 2017    | 2      | 0    |
| Rusko       | 2018    | 5      | 0    |
| Rusko       | 2024    | 1      | 0    |
| Rusko       | 2025    | 1      | 0    |
| Celkově     | Celkově | 9      | 0    |

## Úspěchy

#### Zenit Petrohrad
- Ruská Premier Liga: 2018/19, 2019/20, 2020/21
- Ruský pohár: 2019/20

#### Karabach
- Azərbaycan Premyer Liqası: 2023/24
- Ázerbájdžánský pohár: 2023/24